# Robert Woodrow Wilson
Robert Woodrow Wilson (Houston, Texas, 1936. január 10. –) Nobel-díjas amerikai fizikus, a kozmikus mikrohullámú háttérsugárzás egyik felfedezője.

## Élete
Apja olajkutató volt, aki szabad idejében kedvtelésből rádiókat javított, ezért Robertet már piciny gyermekkora óta érdekelte az elektrotechnika és kiemelten a rádiózás. A középiskolában az átlagosnál jobb, de messze nem kiemelkedő tanuló volt, és 1953-ban éppen csak sikerült bejutnia a Rice Egyetemre. Ottani tanulmányait élvezte, mind jobb eredményeket ért el, és kitüntetéssel végzett, ami után 1957-ben felvették a Kaliforniai Műszaki Egyetemre (Caltech). Ott a Cambridge-ből érkezett vendégelőadó David Dewhirst tanácsára rádiócsillagászattal kezdett foglalkozni, és eközben az ugyancsak Cambridge-ből jött Fred Hoyle tanácsára az állandó állapotú világegyetem elméletének hívévé vált.
1958 nyarán Houstonban feleségül vette Elisabeth Sawint.
Első kutatási témájaként az Owens-völgyi Rádiócsillagászati Obszervatórium távcsövével elkészítette a Tejútrendszer rádiótérképét. Témavezetője eleinte a távcső megépítéséből oroszlánrészt vállaló John Bolton volt; miután Bolton hazautazott Ausztráliába, Maarten Schmidt vette át a munka irányítását. A távcsőhöz a Bell Laboratórium egy mézer erősítőpárt fejlesztett ki, és a mérnökökkel megismerkedve Wilson egyre inkább úgy gondolta, hogy a Ph.D. megszerzése után a Bellnél szeretne elhelyezkedni. Doktori értekezését 1962-ben nyújtotta be.
1963-ban állt munkába a Bell Crawford Hill-i telephelyén, hogy az ottani kürtantennával dolgozzon. Ez időben ott rajta kívül csak egy rádiócsillagász volt: Arno Allan Penzias. A két fiatal szakember közösen kezdett dolgozni, és együttműködésük hosszútávúnak bizonyult.

## A felfedezés
1978-ban Arno Allan Penziasszal közösen nyerte el (megosztva) a fizikai Nobel-díjat. 1964-ben a Bell Laboratóriumban egy új típusú antennán dolgoztak, és olyan zajforrást találtak, amit nem tudtak se azonosítani, se megmagyarázni, se kiküszöbölni — bár számos módszerrel próbálkoztak. Robert Dicke állapította meg, hogy az ősrobbanásból visszamaradt háttérsugárzást észlelték.